# 1962 في المملكة المتحدة
فيما يلي قوائم الأحداث التي وقعت خلال عام 1962 في المملكة المتحدة.

## رياضة
- 1 يناير – بطولة ويمبلدون 1962

## ظهور
- 1 يناير – الرولينج ستونز
- 1 يناير – ذي أنيملس
- 1 يناير – شرخ في المرآة رواية من تأليف أجاثا كريستي.

## أفلام
من الأفلام التي صدرت هذه السنة في المملكة المتحدة:
- 1 يناير – ليلة النسر من إخراج سيدني هايرس [الإنجليزية]‏.
- 12 يونيو – لوليتا من إخراج ستانلي كوبريك.
- 5 أكتوبر – دكتور نو من إخراج تيرينس يونغ.
- 10 ديسمبر – لورنس العرب من إخراج ديفيد لين.

## كتب
من الكتب التي صدرت هذه السنة في المملكة المتحدة:
- 1 يناير – شرخ في المرآة من تأليف أجاثا كريستي.
- 1 يناير – مغامرات توم بومباديل من تأليف جون ر. تولكين.
- 1 يناير – ملف إيبكريس من تأليف لين ديتون.

## مواليد

### يناير
- 1 يناير – ستيوارت راسل عالم حاسوب أمريكي إنجليزي.
- 1 يناير – سو بلاك
- 1 يناير – فرانك هاربر
- 1 يناير – نايجل واربرتون فيلسوف من المملكة المتحدة.
- 1 يناير – هنري جي
- 8 يناير – ندى شبوط مؤرخة فن أمريكية.
- 9 يناير – راي هويتون لاعب كرة قدم أيرلندي.
- 11 يناير – ستيف هيسلوب متسابق دراجات نارية من المملكة المتحدة.
- 20 يناير – سوفي طومسون
- 23 يناير – ديفيد ارنولد

### فبراير
- 22 فبراير – روب جونسون لاعب كرة قدم إنجليزي.

### مارس
- 9 مارس – ريتشارد كويست
- 23 مارس – ستيف ريدغريف مُجدّف من المملكة المتحدة.
- 30 مارس – غاري آندرو ستيفنز لاعب كرة قدم بريطاني.

### أبريل
- 1 أبريل – فيليب سكوفيلد مقدم تلفزيوني من المملكة المتحدة.
- 19 أبريل – دوريان يتس
- 23 أبريل – جون هانا
- 24 أبريل – ستيوارت بيرس لاعب ومدرب كرة قدم إنجليزي.
- 29 أبريل – بولي سامسون

### مايو
- 12 مايو – غريغوري جونسون رائد فضاء أمريكي.
- 17 مايو – كريغ فيرغسون
- 18 مايو – ناثانيل باركر ممثل بريطاني.
- 26 مايو – بلاك

### يونيو
- 18 يونيو – أندي لينين لاعب كرة قدم إنجليزي.
- 19 يونيو – جيريمي بايتس لاعب كرة مضرب بريطاني.

### يوليو
- 30 يوليو – أندي غرين

### أغسطس
- 23 أغسطس – بيتر هاريس

### سبتمبر
- 1 سبتمبر – توني كاسكارينو لاعب كرة قدم أيرلندي.
- 15 سبتمبر – كيفن ألين
- 16 سبتمبر – سيمون سميث لاعب كرة قدم بريطاني.
- 24 سبتمبر – ألي مككويست لاعب كرة قدم اسكتلندي.
- 28 سبتمبر – سام ميلر

### أكتوبر
- 1 أكتوبر – أليكس ديكسون ملاكم من المملكة المتحدة.
- 9 أكتوبر – هيو روبرتسون سياسي بريطاني.
- 25 أكتوبر – ستيف هودج لاعب كرة قدم إنجليزي.
- 26 أكتوبر – كاري إلويس
- 30 أكتوبر – كولن كلارك

### نوفمبر
- 2 نوفمبر – ميلتون غراهام لاعب كرة قدم إنجليزي.
- 3 نوفمبر – جاكي سميث سياسية بريطانية.
- 4 نوفمبر – غاري دي رو
- 10 نوفمبر – روزماري تشيرتش
- 14 نوفمبر – تومي كوين لاعب كرة قدم أيرلندي.
- 21 نوفمبر – ألان سميث لاعب كرة قدم بريطاني.
- 27 نوفمبر – ديفي بوي سميث مصارع محترف من المملكة المتحدة.
- 28 نوفمبر – ستيف بويل
- 30 نوفمبر – تروي دوغلاس

### ديسمبر
- 22 ديسمبر – رالف فاينس

## وفيات

### يناير
- 1 يناير – إرنست بالمر (مواليد 1875) عالم نبات أمريكي.
- 1 يناير – جوني هولستون (مواليد 1917)
- 11 يناير – جيلبرت ماكريث (مواليد 1892)

### أبريل
- 10 أبريل – ستيوارت سوتكليف (مواليد 1940)
- 14 أبريل – هوراس رادستون (مواليد 1878) لاعب كركيت من المملكة المتحدة.

### يونيو
- 30 يونيو – هيو توماس (مواليد 1885) عالم نبات بريطاني.

### يوليو
- 4 يوليو – فرد موريس (مواليد 1893) لاعب كرة قدم إنجليزي.
- 21 يوليو – جورج تريفيليان (مواليد 1876)
- 29 يوليو – رونالد فيشر (مواليد 1890)

### أغسطس
- 12 أغسطس – مابل بارتون (مواليد 1881) لاعبة كرة مضرب بريطانية.
- 31 أغسطس – الف سبونسير (مواليد 1877) لاعب كرة قدم إنجليزي.

### سبتمبر
- 7 سبتمبر – غراهام ووكر (مواليد 1896) متسابق دراجات نارية من المملكة المتحدة.

### نوفمبر
- 12 نوفمبر – تشارلز غوين (مواليد 1870)

### ديسمبر
- 15 ديسمبر – تشارلز لوتون (مواليد 1899)
- 21 ديسمبر – غاري هوكينغ (مواليد 1937)
- 21 ديسمبر – ليونارد غراهام (مواليد 1901)